# جوردی لاردین
جوردی لاردین (انگلیسی: Jordi Lardín؛ زادهٔ ۴ ژوئن ۱۹۷۳) بازیکن فوتبال اهل اسپانیا است.
از باشگاه‌هایی که در آن بازی کرده‌است می‌توان به باشگاه فوتبال اسپانیول، باشگاه فوتبال اتلتیکو مادرید، باشگاه فوتبال سابادل، باشگاه فوتبال لگانس، و باشگاه فوتبال خرز اشاره کرد.
وی همچنین در تیم‌های ملی فوتبال زیر ۲۱ سال اسپانیا، زیر ۲۳ سال اسپانیا، و اسپانیا بازی کرده‌است.